# دورف مکلنبورگ
دورف مکلنبورگ (به آلمانی: Dorf Mecklenburg) یک شهر در آلمان است که در نوردوست‌مکلنبورگ واقع شده‌است. دورف مکلنبورگ ۳٬۰۳۵ نفر جمعیت دارد.